# Telephanus reductus
Telephanus reductus là một loài bọ cánh cứng trong họ Silvanidae. Loài này được Schauffuss miêu tả khoa học năm 1876.